# AVGP
AVGP（Armoured Vehicle General Purpose）は、カナダ軍で1970年代後半から運用されている6×6輪駆動の装輪装甲車シリーズの呼称である。

## 概要
AVGPシリーズはカナダ軍が汎用装甲車として1977年に配備、運用を開始した装輪装甲車で、スイスのモワク社で開発されたピラーニャI装甲車の6×6輪駆動型をカナダ軍が採用したものである。
AVGPシリーズには3種類の形式があり、イギリス製のFV101 スコーピオン軽戦車と同じ76mm砲装備の砲塔を搭載したクーガー（Cougar）195両、12.7mmM2重機関銃と7.62mmFN MAG汎用機関銃を装備したキャデラック・ゲージ製銃塔を搭載したグリズリー（Grizzly）274両、大型クレーンを搭載した装甲回収車型のハスキー（Husky）27両がカナダ軍に配備された。
クーガーはカナダ軍で偵察戦闘車として運用されたほか、1980年代から1990年代にかけてはレオパルト1と共に機甲部隊に配備され、火力支援車両（Fire Support Vehicle, FSV）として運用された。
グリズリーは歩兵部隊で装甲兵員輸送車として運用され、多くの車両は水上航行機能を取り外されていた。グリズリーとハスキーは寿命延長プログラムによって指揮車両や修理部隊向け車両への改修が計画されていたが、2005年に計画がキャンセルされ、これらの車種は退役することとなった。それと同時期にグリズリーもカナダ軍からの退役が始まり、一部の車両は武装を外してアルバータ州エドモントンの警察や王立カナダ騎馬警察に譲渡されている。カナダ軍ではAVGPの後継車種として同じピラーニャシリーズの車種であるコヨーテ偵察戦闘車、バイソン装甲兵員輸送車、LAV IIIが、配備・運用されている。
2005年6月に、カナダ政府はグリズリー100両とハスキー5両をスーダン西部ダルフールでの平和維持活動部隊（アフリカ連合ダルフール派遣団）に貸し出すことにした。当時、アフリカ連合の部隊はスーダン解放軍からの攻撃に晒されており、こういった装甲車両を必要としていたのである。スーダン政府もこの提案を受け入れ、2005年11月18日にこれらの車両はスーダンに展開した。貸し出しは当初1年間の予定であったが、後に延長された。
ウルグアイ陸軍は、2008年にカナダ軍から放出された44両のクーガーを購入すると、砲塔を取り外して装甲兵員輸送車に改造し、自国内および国際連合コンゴ民主共和国安定化ミッションへの派遣部隊で運用した。2009年には、カナダからアフリカ連合ダルフール派遣団に貸し出されていたグリズリー98両とハスキー5両を購入した（ダルフール紛争での戦闘で2両のグリズリーが大破しており、残存数が98両となった）。

## バリエーション
AVGP クーガー
76mm砲 L23A1 装備、偵察戦闘車、火力支援車型。195両製造。
AVGP グリズリー
12.7mm銃機関銃、7.62mm機関銃装備、装甲兵員輸送車型。274両製造。
AVGP ハスキー
クレーン装備、装甲回収車型。27両製造。

## 運用国
カナダ
1977年からカナダ陸軍で運用。2005年から退役開始。陸軍からの退役車は、少数が警察（王立カナダ騎馬警察など）で運用されている。
アフリカ連合 - アフリカ連合ダルフール派遣団
カナダ軍からのリース車両。グリズリー100両、ハスキー5両を受領。グリズリー2両が戦闘で大破。
 ウルグアイ
カナダ軍で退役したクーガー44両、およびアフリカ連合で使用されていたグリズリー98両、ハスキー5両を導入。2024年時点で、ウルグアイ陸軍が合計147両を保有している。

## 画像

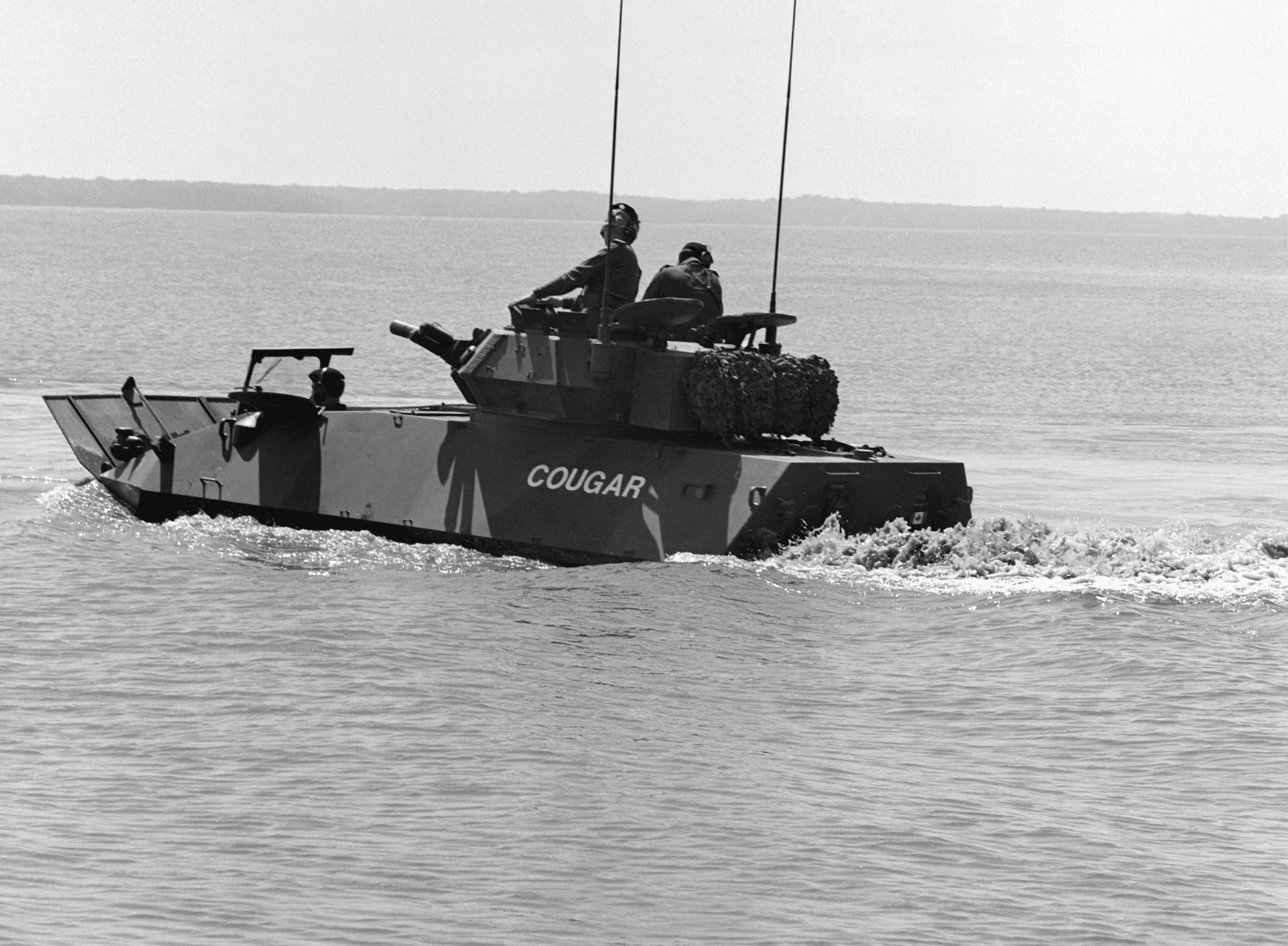
水上航行するクーガー。
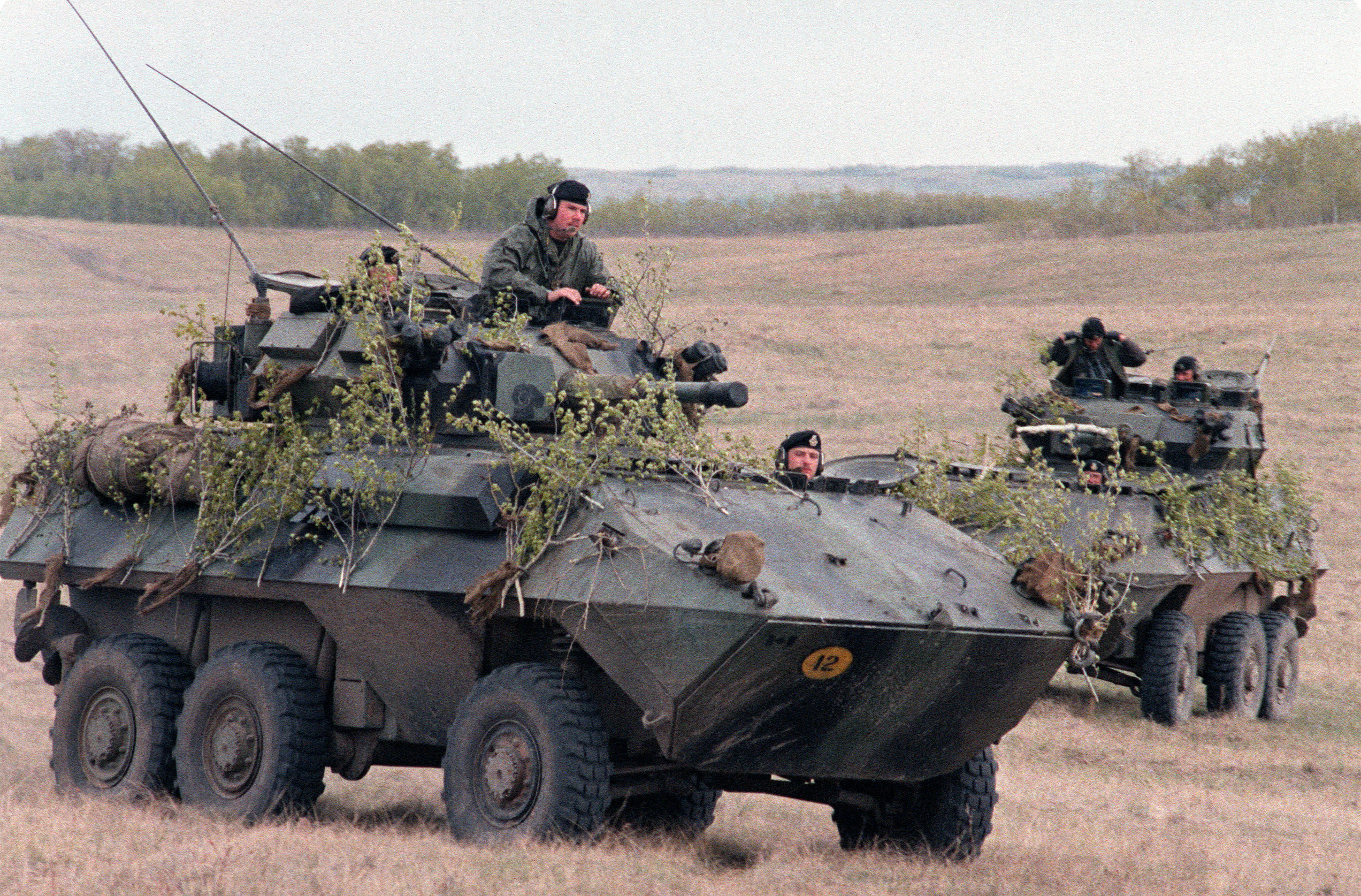
カナダ軍のクーガー、1983年。
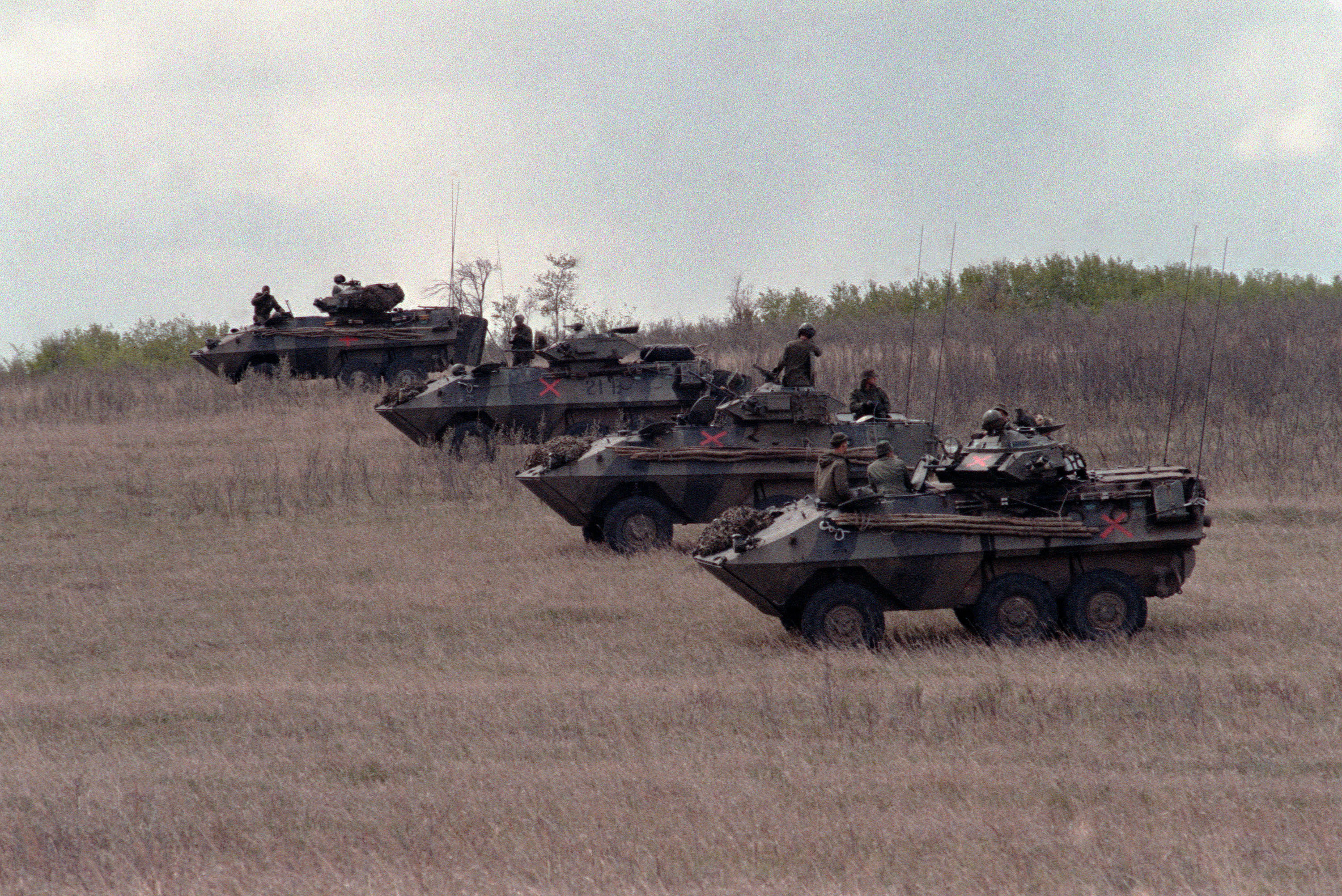
カナダ軍のグリズリー、1983年。

## 登場作品
小説
『遙かなる星』
グリズリーが登場。キューバ危機で合衆国軍がキューバに侵攻したことで第三次世界大戦が勃発、大戦に敗けたアメリカ合衆国が崩壊した世界にて、旧合衆国東部を支配する武装勢力「東軍」がカナダから密輸されたものを装備している。